# أفيرارا
أفيرارا ( برغاماسك: Vréra ) هي كومونا (بلدية) في مقاطعة بيرغامو في لومباردي الإيطالية. وتعد واحدة من أصغر المدن وأقلها كثافة سكانية في مقاطعة بيرغامو.
تحد أفيرارا البلديات التالية: طابيما، ألباريدو بير سان ماركو، ميزولو، أولمو البريمبو، سانتا بريجيدا، جيرولا ألتا.

## شعار النبالة
يظهر شعار النبالة في أفيرارا برجين من الطوب والنسر الذهبي.